# Yuko Isozaki
Yuko Isozaki –en japonés, 磯崎 祐子, Isozaki Yuko– (9 de diciembre de 1976) es una deportista japonesa que compitió en judo. Ganó una medalla de oro en el Campeonato Asiático de Judo de 2000 en la categoría de –52 kg.

## Palmarés internacional
| Campeonato Asiático | Campeonato Asiático | Campeonato Asiático | Campeonato Asiático |
| Año                 | Lugar               | Medalla             | Categoría           |
| ------------------- | ------------------- | ------------------- | ------------------- |
| 2000                | Osaka (Japón)       | Medalla de oro      | –52 kg              |